# Тайванска синя сврака
Тайванската синя сврака (Urocissa caerulea), модра сврака е вид птица от семейство Вранови (Corvidae). Видът е застрашен от изчезване.

## Разпространение
Видът е разпространен в Китай.